# Hypoestes comorensis
Hypoestes comorensis är en akantusväxtart som beskrevs av John Gilbert Baker. Hypoestes comorensis ingår i släktet Hypoestes och familjen akantusväxter. Inga underarter finns listade i Catalogue of Life.